# تایسوکه میزونو
تایسوکه میزونو (انگلیسی: Taisuke Mizuno؛ زادهٔ ۴ مهٔ ۱۹۹۳) بازیکن فوتبال اهل ژاپن است.
از باشگاه‌هایی که در آن بازی کرده‌است می‌توان به باشگاه فوتبال ناگویا گرامپوس اشاره کرد.